# نيكولا بيلومو (جنرال إيطالي)
نيكولا بيلومو (2 فبراير 1881م في باري ببوليا في إيطاليا - 11 سبتمبر 1945م في جزيرة نسيدا، نابولي في إيطاليا) كان جنرالًا في الجيش الإيطالي خلال الحرب العالمية الثانية حوكم بتهمة ارتكاب جرائم حرب في محكمة عسكرية بتهمة قتل أسير حرب بريطاني. لقد وجد مذنبًا. كان أحد الضباط الإيطاليين القلائل الذين حوكموا بتهمة ارتكاب جرائم حرب خلال الحرب العالمية الثانية، وهو الوحيد الذي تم إعدامه من قبل محكمة تسيطر عليها بريطانيا.

## المهنة

### الخدمة العسكرية
كان بيلومو ضابطًا محترفًا في الجيش الإيطالي من الدرجة العادية في الأكاديمية العسكرية الإيطالية في مودينا. وعند اندلاع الحرب العالمية الأولى، حصل على رتبة نقيب مدفعية وخلال تلك الحرب حصل على وسام الجيش الإيطالي لشجاعته في العمل. تخلى عن الخدمة الفعلية في عام 1936، ولكن أعيد تنشيطه في عام 1941، عندما تم تعيينه كقائد لمنطقة القمصان السوداء الثانية عشر ومقاطعة باري.

### إطلاق النار على السجناء
في 30 نوفمبر 1941، هرب أسيرا حرب بريطانيان، الكابتن جورج بلاين من سلاح المدرعات الملكي والملازم روي كوك من معسكر اعتقال توري تريسكا، لكن تم القبض عليهما بعد بضع ساعات. وفقًا لنتائج لجنة تحقيق الجيش الإيطالي، كان بيلومو ينتظرهم بالفعل عند عودتهما إلى المعسكر. أراد التحقيق شخصيًا في مسار الأحداث التي أدت إلى هروبهما، وطلب من الضابطين البريطانيين أن يطلعاه على المكان الذي بدأو منه خطتهم. مرة أخرى، انتهز السجينان البريطانيان فرصتهما في الهرب، مع أن الحراس الإيطاليين فتحوا النار هذه المرة، مما أسفر عن مقتل النقيب بلين وإصابة الملازم كوك. كشف التحقيق في الحادث عن عدم وجود سوء سلوك من جانب بيلومو. [بحاجة لمصدر]

### هدنة عام 1943
في 9 سبتمبر 1943، بعد يوم من الهدنة بين إيطاليا وقوات الحلفاء، شكل بيلومو قوة إيطالية مؤقتة للهجوم المضاد للقوات الألمانية التي حاولت احتلال ميناء باري. أصيب بيلومو، لكن العمل كان ناجحًا؛ أجبر الإيطاليون الألمان على التراجع، تاركين مرافق الميناء سليمة. سمح ذلك بالهبوط الآمن وغير المضطرب للقوات البريطانية في 22 سبتمبر 1943 تحت حماية الجيش الإيطالي. تحركت قوة بريطانية بسرعة نحو الشمال إلى فودجا، والتي سيطرت عليها في 27 سبتمبر. بحلول نهاية الشهر، تم تأمين منطقة بوليا بأكملها ومعظم جنوب إيطاليا من قبل قوات الحلفاء. قال ونستون تشرشل: «كان سبتمبر شهرًا صغيرًا لجيوش الحلفاء».[بحاجة لمصدر] في غضون ذلك، احتفظ بيلومو بمنصبه كقائد لمنطقة القمصان السوداء الثانية عشر في باري.
بعد ذلك بوقت قصير، تم اعتقاله من قبل السلطة العسكرية البريطانية ووجهت إليه تهمة القتل العمد ومحاولة القتل بسبب أفعاله في إطلاق النار على الأسرى البريطانيين.

## محاكمة جرائم الحرب
في 28 يناير 1944، وضعت الشرطة العسكرية البريطانية بيلومو قيد الاعتقال ووجهت إليه تهمة «إطلاق النار أو الأمر بإطلاق النار على ضابطين بريطانيين، مما تسبب في مقتل أحدهما وإصابة الآخر». قدم الملازم كوك، السجين الناجي، بلاغًا ضد بيلومو في 5 يونيو 1945. في الأسابيع التالية، تم نقل بيلومو حول العديد من معسكرات الحلفاء لأسرى الحرب، وبالتحديد في غرومو أبولا وبادولا وأفراغولا. في 14 يوليو 1945، تلقى بيلومو بلاغًا رسميًا بشأن محاكمته. جرت المحاكمة العسكرية في 28 يوليو 1945، وحُكم عليه بالإعدام في غضون ساعة. تم إعدام بيلومو، الذي رفض طلب العفو، رميًا بالرصاص في جزيرة نيسيدا شمال نابولي في 11 سبتمبر 1945. وفي ذلك الوقت، احتل الجيش البريطاني الجزيرة واستخدمت كمنشأة سجن.
كان إعدامه سببًا لبعض الجدل في إيطاليا؛ زعم البعض أن محكمة بيلومو العسكرية لم تسر على أدلة كافية وكان مستندة على بيانات متناقضة، وبالتالي كان الحكم والإعدام غير عادلان. يعتقد البعض الآخر أن المحكمة البريطانية تأثرت بـ«العديد من أعداء بيلومو الإيطاليين، على سبيل المثال: الجيش الإيطالي الذي انهار في كل مكان تقريبًا، وبدلًا من ذلك دافع بيلومو بنجاح عن ميناء باري الذي هاجمته القوات الألمانية، أما الجبهة الإيطالية المناهضة للفاشية فقد تم تهميشها من قبل جنرال قريب جدًا من التاج وبالطبع له حنين نحو الفاشية. قامت هذه القوات على الأقل بعزل الجنرال أثناء المحاكمة».

## جائزة إيطالية
في عام 1951، منحت الحكومة الإيطالية الجديدة بعد وفاته بيلومو الميدالية الفضية الإيطالية لدوره في الدفاع عن ميناء باري البحري.